# آدانرو
آدانرو دهستانی در استان آبیلای اسپانیا است.
در این دهستان ۳۵۴ نفر زندگی می‌کنند. مساحت این دهستان ۳۱٫۳۷ کیلومتر مربع است.